# Minytrema melanops
Minytrema melanops es una especie de peces de la familia Catostomidae en el orden de los Cypriniformes. 

## Morfología
Los machos pueden llegar alcanzar los 50 cm de longitud total y 1.230 g de peso, aunque su longitud máxima normal es de 32'3 cm.

## Alimentación
Se alimenta de detritus, copépodos, cladoceras, larvas y diatomeas.

## Hábitat
Es un pez de agua dulce y de clima subtropical, de comportamiento demersal.

## Distribución geográfica
Se encuentran en ríos del sur y este de América del Norte.